# 7313 Pisano
7313 Pisano eller 6207 P-L är en asteroid i huvudbältet som upptäcktes den 24 september 1960 av den nederländsk-amerikanske astronomen Tom Gehrels och det nederländska astronomparet Ingrid van Houten-Groeneveld och Cornelis Johannes van Houten vid Palomarobservatoriet. Den är uppkallad efter den italienska skulptörerna Nicola Pisano, Giovanni Pisano och Andrea Pisano.